# Каауману
Каауману (англ. Kaahumanu; 17 марта 1768, остров Мауи — 5 июня 1832, Гонолулу) — регент Гавайского королевства, жена короля Камеамеа I.

## Биография

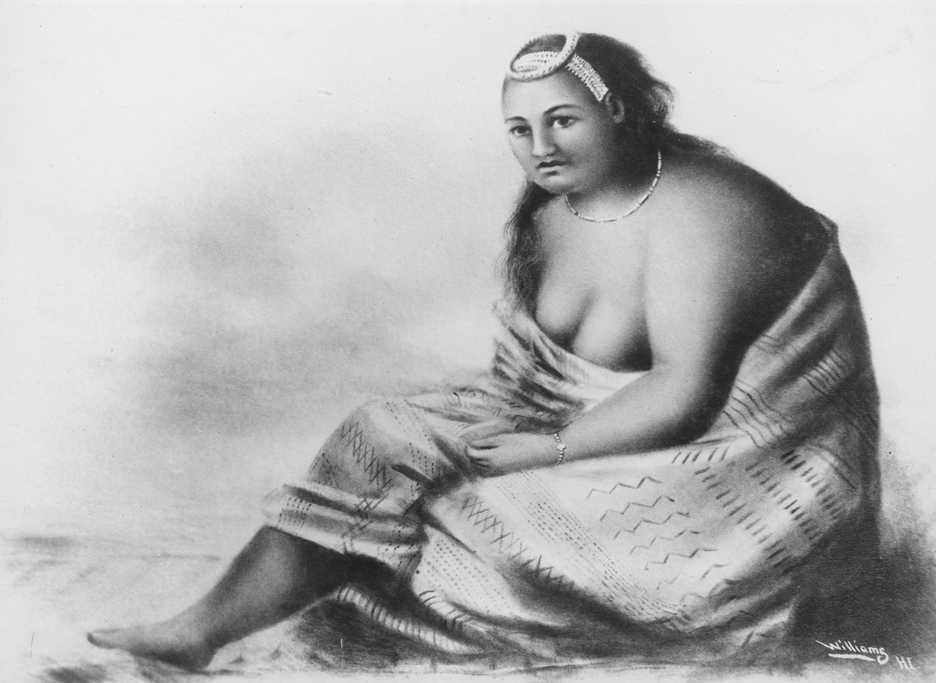
Портрет Каауману

Дочь Кееаумоку, советника и друга короля Камеамеа I, за которого Каауману была сосватана в возрасте 13 лет.
Среди нескольких жён Камеамеа I она была его фавориткой, и именно она вдохновила короля на войну за объединение разрозненных островов и земель управляемых разными вождями на 8 крупнейших Гавайских островах.
После смерти Камеамеа I 5 мая 1819 Каауману заявила, что последней волей покойного короля было совместное правление Каауману и их сына Лиолио, который взошёл на престол под именем Камеамеа II. Вначале она занимала специально учрежденный пост премьер-министра, а затем приняла титул «королева-регент», который носила и при следующем короле — Камеамеа III.
Каахуману заслужила звание «первой гавайской феминистки». Её взгляды во многом опережали своё время. Например, она ввела традицию совместной трапезы с королём, нарушив многовековую традицию.
В апреле 1824 Каауману, под влиянием протестантских миссионеров, публично заявила о желании принять христианство, и поощряла крещение своих подданных. 5 декабря она крестилась сама (получив имя Элизабет). В дальнейшем Каауману изгнала с Гавайских островов католических миссионеров.
В 1826 Каауману заключила первое торговое соглашение с США.
В 1827 Каауману заболела, её здоровье постоянно ухудшалось, и 5 июня 1832 года она скончалась. В её честь миссионеры отпечатали перевод Нового Завета на гавайский язык.